# الاتفاقية العالمية لحقوق النشر

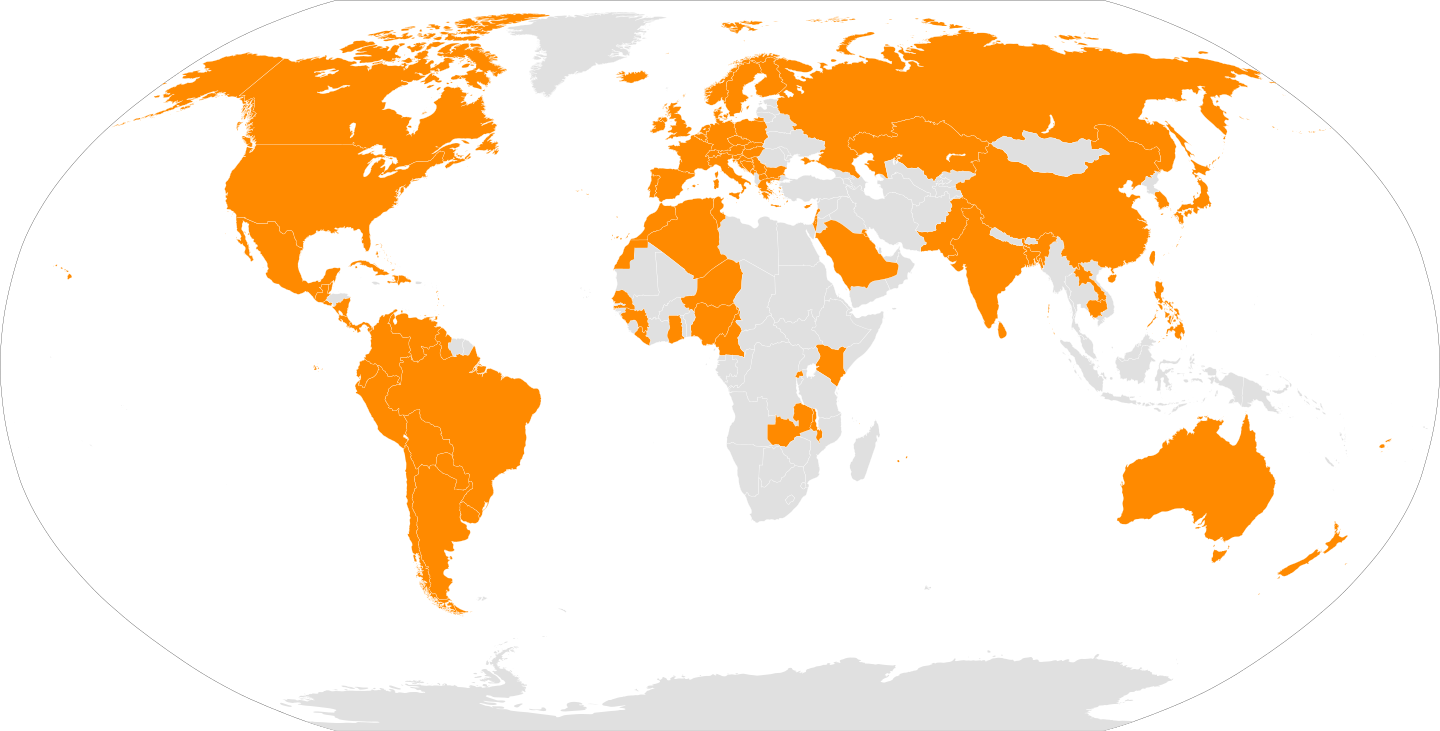
أول اتفاقية جنيف

الاتفاقية العالمية لحقوق النشر (UCC)، تم تبنيها في جينيف، سويسرا في عام 1952، هي واحدة من الأتفاقيتان الدوليتان اللتان تحميان حقوق النشر؛ والاخرى هي اتفاقية برن.
تم تطوير الاتفاقية العالميه لحقوق النشر من قبل منظمة الأمم المتحدة للتربية والعلم والثقافة (اليونسكو) كبديل لاتفاقية برن للدول الرافضة لجوانب من اتفاقية برن ولكنها لا تزال ترغب في المشاركة بشكل من اشكال حماية حقوق النشر المتعددة الأطراف. وشملت هذه الدول البلدان النامية وكذلك الولايات المتحدة ومعظم امريكا اللاتينية. البلدان النامية اعتقدت أن الحماية القوية لحقوق التأليف والنشر التي تمنحها اتفاقية برن أفادت الدول الغربية والمتقدمة والمصدرة لحقوق التأليف والنشر بشكل مفرد في حين ان الولايات المتحدة وامريكا اللاتينية كانتا بالفعل أعضاء في اتفاقية بوينس آيريس، أصبحت دول اتفاقية برن أيضا طرفا في (UCC)، بحيث تكون حقوق النأليف والنشر الخاصة بها موجوده في الدول غير التابعة لاتفاقية برن. في عام 1973 أنضم الاتحاد السوفيتي إلى UCC.
وفرت الولايات المتحدة حماية حقوق الطبع والنشر لمدة قابلة للتجديد، ومن اجل ان يكون العمل محمياً بالحقوق يجب ان يحتوي على اشعار بالحقوق وان يتم تسجيله في مكتب حقوق الطبع والنشر. من ناحية أخرى نصت اتفاقية برن على توفير حماية حقوق التأليف والنشر تحت بند واحد يعتمد على حياة المؤلف، ولم يتطلب التسجيل التسجيل أو إدراج إشعار حقوق للنشر لوجود حق المؤلف. على الرغم من ان الولايات المتحدة كان يجب عليها إجراء العديد من التغيرات الرئيسية على قانون حقوق النشر الخاص بها لكي تصبح طرفاً في اتفاقية برن. في ذلك الحين لم تكن الولايات المتحدة راغبة في القيام بذلك، وبالتالي سمحت UCC للدول التي لديها نظام مشابه لنظام لولايات المتحده بشروط محدده يمكنهم الاحنفاظ بها وقت التوقيع. في النهاية أصبحت الولايات المتحدة علو استعداد للمشاركة في اتفاقية برن وتغير قانون حق المؤلف الوطني كما هوا مطلوب. في عام 1989 أصبحت طرفا في الاتفاقية نتيجةً لقانون اتفاقية برن 1988
بموجب البروتوكول الثاني للاتفاقيه العالمية لحقوق الطبع والنشر (نص باريس) فإنه بموجب قانون حقوق النشر الأمريكية مطلوبة صراحةً للأعمال التي تنشرها الأمم المتحدة ووكالات الأمم المتحدة المتخصصة ومنظمة الدول الأمريكية (OAS). كما ينطبق نفص الشرط على الدول المتعاقدة الأخرى أيضاً.
اتفاقية برن ابدت قلقها من ان وجود UCC من شأنه أن يشجع الأطراف في اتفاقية برن على ترك تلك الاتفاقية وتبني UCC بدلاً من ذلك. لذلك تضمنت UCC بنداً ينص على أن الأطراف التي كانت ايضاً أطرافاً في اتفاقية برن لا يحتاجوا إلى تطبيق أحكام الاتفاقية على أي دولة سابقة في اتفاقية برن تخلت عنها بعد عام 1951. وبالتالي فإن أي دولة اعتمدت اتفاقية برن ستعاقب إذا قررت بعد ذلك التخلي عن الاتفاقية واستخدام حماية UCC بدلا من ذلك لأن حقوق النشر الخاصة بها قد لا تكون موجودة في اتفاقية برن.
نظرًا لأن جميع البلدان تقريبا اما أعضاء أو أعضاء طموحون في منظمة التجارة العالمية (WTO) وبالتالي فهي تمتثل لاتفاقية الجوانب المتعلقة بالتجارة من اتفاقية حقوق الملكية الفكرية (TRIPS)، فقد فقدت UCC اهميتها.